# Phare de Maryland Point
Le phare de Maryland Point (en anglais : Maryland Point Light), était un phare offshore de type screw-pile lighthouse situé sur la rivière Potomac dans le comté de Charles, dans le Maryland. Il a été remplacé par une balise moderne qui est toujours en fonction.

## Historique
Un feu a été proposé pour la première fois pour le banc de Maryland Point en 1887, mais son appropriation n’a été faite qu’en 1890. La proposition initiale consistait à construire un phare à caisson, mais des essais du fond ont convaincu les ingénieurs qu’une structure sur pilotis pouvait être réalisée. La maison fut assemblée au dépôt Lazaretto à l'automne de 1892 et la lumière fut mise en service en décembre de la même année.
La lumière a été automatisée en 1954 et démantelée en 1963. Elle a été remplacée par une balise sur une tour à claire-voie montée sur la fondation de l'ancien phare.

## Description
Le phare actuel  est une tourelle métallique à claire-voie portant une balise moderne et une marque de jour..
Il émet, à une hauteur focale de 13 m, un éclat blanc  toutes les 6 secondes. Sa portée n'est pas connue. Il possède aussi deux feu à secteurs rouges couvrant les hauts-fonds.
Identifiant : ARLHS : USA-990 ; USCG : 2-17895 ; Admiralty : J1912 . 

### Lien connexe
- Liste des phares du Maryland